# Jiří Krpálek
Jiří Krpálek (6. září 1931, Brno – 6. srpna 2017, tamtéž) byl český římskokatolický kněz, biskup skryté církve a papežský kaplan.

## Život
Pochází z věřící rodiny, z jeho tří sourozenců zemřela jedna sestra jako dítě. Studoval nejprve na brněnském gymnáziu na Slovanském náměstí, kde učil jeho otec, bývalý legionář, a v šesté třídě přešel na Biskupské gymnázium v Brně. Po jeho zestátnění pokračoval na klasickém gymnáziu na třídě kapitála Jaroše, kde v roce 1951 maturoval. Přestože byl rozhodnutý pro kněžství, do litoměřického kněžského semináře odmítl vstoupit. Pracoval proto v První brněnské strojírně, a to nejprve jako zámečník v těžké kotlárně, pak jako jeřábník a nakonec jako úředník. Mezitím v letech 1952 až 1954 vykonal základní vojenskou službu u pomocných technických praporů. Později při zaměstnání tajně studoval teologii a Bronislav Svoboda OPraem jej vyučoval latinu a filosofii.
Roku 1966 se stal zaměstnancem Vodohospodářské správy města Brna (později Jihomoravské vodovody a kanalizace, odštěpný závod Brno-město a následně Brněnské vodárny a kanalizace) a 29. září 1967 tajně přijal v německém Zhořelci kněžské svěcení z rukou míšeňského biskupa Mons. Gerharda Schaffrana. Poté působil v tajné církvi jako blízký spolupracovník F. M. Davídka, který ho 2. března 1973 vysvětil na biskupa. S jeho souhlasem pak uděloval nižší svěcení některým kandidátům kněžství a na základě Davídkova pověření se pokoušel obnovit na Moravě Řád maltézských rytířů, jehož převorem Krpálka jmenoval Vladimír Pícha dne 16. února 1973.
V roce 1991 odešel Jiří Krpálek do starobního důchodu a od roku 1992 působil v duchovní správě, a to nejprve jako duchovní v brněnské Fakultní nemocnici u sv. Anny. V červenci 1993 byl jmenován farářem v Kuřimi. Během svého kuřimského působení se zasloužil o postupné provedení oprav tamního kostela sv. Máří Magdaleny a kromě toho studoval medicínu a etnografii na Masarykově univerzitě. Od května 1998 byl navíc pověřen duchovní péčí o vězně v kuřimské věznici.
Dne 6. prosince 2006 jej papež Benedikt XVI. jmenoval kaplanem Jeho Svatosti. O rok později jeho obětavost ocenil biskup Vojtěch Cikrle medailí sv. Petra a Pavla.V srpnu 2011 byl Jiří Krpálek přeložen do Lipůvky, kde již předtím od října 1995 působil jako administrátor excurrendo. Přes několik plastických a onkologických operací, které podstoupil, se jeho zdravotní stav postupně zhoršoval, a proto v lednu 2013 odešel na odpočinek a byl pověřen duchovní péčí o řeholnice v klášteře sester dominikánek ve Střelicích u Brna.